# Galina Minaiceva
Galina Minaiceva (în rusă Галина Минаичева; n. 29 decembrie 1929, Moscova, RSFS Rusă, URSS – d. 28 ianuarie 2025) a fost o gimnastă artistică ce a reprezentat Uniunea Republicilor Sovietice Socialiste, medaliată olimpică. A participat la o ediție a Jocurilor Olimpice (1952) în care a câștigat o medalie de aur, o medalie de argint și o medalie de bronz.